# وسیم بن طاره
وسیم بن طاره (انگلیسی: Wassim Ben Tara؛ زادهٔ ۳ اوت ۱۹۹۶) بازیکن والیبال اهل تونس است.